# هجوم دهس نيو أورلينز 2025
هجوم دهس نيو أورلينز 2025 هو حادثة دهس وقعت في 1 يناير 2025، حوالي الساعة 3:15 صباحًا، حيث اندفعت شاحنة صغيرة نحو حشد كبير في الحي الفرنسي بشارع بوربون في نيو أورلينز بولاية لويزيانا بالولايات المتحدة. ثم غادر السائق الشاحنة وأطلق النار على الأشخاص القريبين. وقع الحادث وسط احتفالات رأس السنة الجديدة في المدينة.

## الحادث
يؤكد كل من شهود العيان ومقطع الفيديو أن السائق خرج من الشاحنة وبدأ في إطلاق النار، وردت السلطات المحلية بإطلاق النار، وقال الشهود أيضًا إن السائق كان يرتدي سترة واقية من الرصاص ويحمل بندقية هجومية، أطلق السائق النار على ضباط شرطة نيو أورليانز، مما أدى إلى إصابة اثنين، وبحسب مسؤول إنفاذ القانون الفيدرالي، فقد توفي المشتبه به. قُتل ما لا يقل عن 10 أشخاص وأصيب 30 آخرون، من بينهم ضابطا شرطة. كما تم نقل المصابين إلى خمسة مستشفيات.

## المشتبه به
حددت السلطات المشتبه به بأنه شمس الدين بهار جبار (26 أكتوبر 1982 - 1 يناير 2025)، مواطن أمريكي يبلغ من العمر 42 عامًا ولد ونشأ في تكساس وعاش في باسادينا وقت الهجوم، وكان مقيمًا سابقًا في بومونت، وخدم سابقًا في الجيش الأمريكي. تضمن تاريخه الإجرامي السابق اعتقاله عام 2002 بتهمة السرقة، واعتقاله عام 2005 بتهمة القيادة برخصة غير صالحة.

## التحقيق
وفقًا للشرطة، سيتولى مكتب التحقيقات الفيدرالي التحقيق في الهجوم. بدأ وكلاء إنفاذ القانون الفيدراليون في فحص مسرح الجريمة بحثًا عن متفجرات مرتجلة محتملة. وفقًا لأليثيا دنكان، العميل الخاص المساعد لمكتب التحقيقات الفيدرالي، تم العثور على العديد من الأجهزة المتفجرة في مكان الحادث.
تم العثور على علم تنظيم الدولة الإسلامية (داعش) في موقع العملية كما أن العلم كان مرفوع فوق الشاحنة التي تم استخدامها للدهس مما جعل الانظار تتجه للتنظيم كمنفذ للعملية بينما لم تكن هناك اي مصادر رسمية من التنظيم تتبنى العملية إلى الآن.

## ردود الأفعال

### محليًا
أعرب حاكم ولاية لويزيانا جيف لاندري عن تعازيه لضحايا الهجوم، قائلاً: "وقع عمل عنيف مروع في شارع بوربون في وقت سابق من هذا الصباح. يرجى الانضمام إلى شارون وأنا في الصلاة من أجل جميع الضحايا والمستجيبين الأوائل في مكان الحادث. أحث جميع الموجودين بالقرب من مكان الحادث على تجنب المنطقة".
وصفت الشرطة مع لاتويا كانتريل، عمدة نيو أورلينز، الحادث بأنه "هجوم إرهابي".
قالت آن كيركباتريك، مفتشة الشرطة، إن غالبية الأشخاص الذين أصيبوا بالسيارة كانوا من السكان المحليين وليسوا زوارًا.

### المنظمات الدولية
- الاتحاد الأوروبي: أعرب الاتحاد الأوروبي عن تضامنه مع ضحايا حادث الدهس الذي وقع في مدينة (نيو أورليانز) بالولايات المتحدة الأمريكية والذي أسفر عن وقوع ضحايا وجرحى.[عر 1]
- رابطة العالم الإسلامي: أدانت رابطة العالم الإسلامي عملية الدهس التي وقعت في أحد شوارع مدينة (نيو أورليانز) الأمريكية وأسفرت عن عدد من الوفيات والإصابات.[عر 2]

### عربيًا
- قطر: أدانت دولة قطر بشدة حادث الدهس الذي وقع في مدينة نيو أورلينز بالولايات المتحدة الأمريكية وأدى إلى سقوط قتلى وجرحى.[عر 3]
- مصر: أعربت مصر عن إدانتها لحادث الدهس الذي وقع في مدينة نيو أورلينز بالولايات المتحدة الأمريكية والذي أسفر عن وقوع عدد من الضحايا والمصابين.[عر 4]
- السعودية: أعربت المملكة العربية السعودية عن إدانتها حادث الدهس الذي وقع في مدينة نيو أورلينز بالولايات المتحدة الأمريكية ونتج عنه مقتل وإصابة عدد من الأشخاص.[عر 5]
- البحرين: أعربت وزارة الخارجية البحرينية عن إدانة مملكة البحرين واستنكارها الشديد لحادثة الدهس المروعة التي وقعت في الحي الفرنسي السياحي بمدينة نيو أورلينز بولاية لويزيانا، جنوبي الولايات المتحدة الأمريكية، مما أسفر عن مقتل وإصابة عدد من الأشخاص. وعبَّرت الوزارة عن خالص تعازي مملكة البحرين ومواساتها لأسر وذوي الضحايا وللحكومة والشعب الأمريكي، وتمنياتها بالشفاء العاجل لجميع المصابين، مؤكدة موقفها الثابت والرافض لأعمال العنف وترويع الآمنين بجميع صورها وأشكالها ومهما كانت دوافعها أو مبرراتها.[عر 6]
- الكويت: أعربت وزارة الخارجية الكويتية عن إدانة واستنكار دولة الكويت الشديدين لحادث الدهس الذي وقع في مدينة نيو أورلينز بولاية لويزيانا في الولايات المتحدة الأمريكية وأدى إلى سقوط عدد من الضحايا بين قتلى ومصابين.[عر 7]
- الجزائر: أدانت الجزائر الهجوم الذي وقع في مدينة نيو أورلينز الأمريكية وخلف عددًا من الضحايا والمصابين. وأعربت وزارة الشؤون الخارجية الجزائرية في بيان عن استنكارها الشديد لهذا الاعتداء الذي وصفته بالمشين، وقدمت خالص عبارات التعازي والمواساة لعائلات الضحايا مع تمنياتها بالشفاء العاجل للمصابين.[عر 8]

### دوليًا
- فرنسا: أدان الرئيس الفرنسي إيمانويل ماكرون حادث الدهس الذي وقع في مدينة نيو أورلينز الأمريكية. وقال في تغريدة له على منصة إكس: «إن مدينة نيو أورليانز العزيزة جدًا على قلوب الفرنسيين تضررت من الإرهاب». وأعرب عن تعازيه لأُسَر الضحايا والشعب الأمريكي متمنيًا الشفاء العاجل للمصابين.[عر 9]
- الهند: أدانت الهند الهجوم الذي وقع في مدينة نيو أورلينز الأمريكية وخلف عددًا من الضحايا والمصابين. ووصفه رئيس وزراء الهند ناريندرا مودي بأنه "هجوم إرهابي جبان"، وصرَّح على حسابه في إكس: «ندين بشدة الهجوم الإرهابي الجبان في نيو أورلينز» تقدم تعازيه للضحايا وأسرهم. وصف وزير الشؤون الخارجية الهندي سوبرامانيام جايشانكار الهجوم بأنه "شنيع" ويؤكد على ضرورة الوقوف متحدين في مكافحة الإرهاب.[عر 8]

### إنجليزية
1. ↑  "At least 15 killed after driver plows into crowd on Bourbon Street in New Orleans: Live updates" (بالإنجليزية). CNN. 1 Jan 2025. Retrieved 2025-01-01.
2. ↑   https://www.nytimes.com/live/2025/01/01/us/new-orleans-vehicle-crash. {{استشهاد ويب}}: |url= بحاجة لعنوان (مساعدة) والوسيط |title= غير موجود أو فارغ (من ويكي بيانات) (مساعدة)
3. ↑  Reals، Tucker (1 يناير 2025). "Reported fatalities in New Orleans as vehicle apparently slams into Bourbon Street crowd". سي بي إس نيوز. مؤرشف من الأصل في 2025-01-01.
4. 1 2  "10 dead, 30 injured after car plows into a crowd in New Orleans". AP News. 1 يناير 2025. مؤرشف من الأصل في 2025-01-01. اطلع عليه بتاريخ 2025-01-01.
5. ↑  "New Orleans: Several dead after vehicle plows into crowd". DW News. 1 يناير 2025. مؤرشف من الأصل في 2025-01-01.
6. 1 2  "New Orleans Bourbon Street attack: Everything we know so far as armed driver ploughs into crowd leaving 10 dead". The Mirror. 1 يناير 2025. مؤرشف من الأصل في 2025-06-07.
7. 1 2 3 4  "At least 10 killed after vehicle drives into crowd on Bourbon Street in New Orleans". سي إن إن. 1 يناير 2025. مؤرشف من الأصل في 2025-01-01.
8. 1 2  "New Orleans Bourbon Street attack: Horror as SUV ploughs into New Year revellers leaving 10 dead and scores injured". The Mirror. 1 يناير 2025. مؤرشف من الأصل في 2025-05-15.
9. ↑  Yeung، Jessie (1 يناير 2025). "Mass casualty incident reported on Bourbon Street in New Orleans". سي إن إن. مؤرشف من الأصل في 2025-01-01. اطلع عليه بتاريخ 2025-01-01.
10. 1 2 3 4  Watkins، Ali (1 يناير 2025). "At Least 10 Killed After Vehicle Drives into Crowd in New Orleans". The New York Times. مؤرشف من الأصل في 2025-01-01. اطلع عليه بتاريخ 2025-01-01.
11. ↑  Killett, Gabriella (1 Jan 2025). "New Orleans attack suspect named, accused of killing at least 10, injuring dozens". NOLA.com (بالإنجليزية). Archived from the original on 2025-01-01. Retrieved 2025-01-01.
12. ↑  Lowrey, Erin (1 Jan 2025). "New Orleans New Year's terror attack suspect identified". WDSU-TV (بالإنجليزية). Archived from the original on 2025-01-01. Retrieved 2025-01-01.
13. ↑  "Driver identified as Houston resident in New Orleans' New Year's attack that killed 10". KPRC-TV (بالإنجليزية). 1 Jan 2025. Archived from the original on 2025-04-06. Retrieved 2025-01-01.
14. ↑  "Pasadena Police are reportedly aiding federal authorities in their investigation into Wednesday morning's mass casualty event in New Orleans, Louisiana". CHRON (بالإنجليزية). 1 Jan 2025. Archived from the original on 2025-05-30. Retrieved 2025-01-01.
15. ↑  Grover، Ashima (1 يناير 2025). "Who was Shamsud Din Jabbar? New Orleans New Year attack suspect named after 10 left dead, dozens injured". هندوستان تايمز. مؤرشف من الأصل في 2025-01-02. اطلع عليه بتاريخ 2025-01-01.
16. ↑  "منفذ عملية الدهس في نيو أورليانز التحق بتنظيم "الدولة الإسلامية" وتصرف بمفرده". فرانس 24 / France 24. 2 يناير 2025. مؤرشف من الأصل في 2025-04-28. اطلع عليه بتاريخ 2025-01-09.
17. ↑  "علم "داعش" وملابس عسكرية.. كشف هوية منفذ عملية نيو أورليانز | الحرة". www.alhurra.com. مؤرشف من الأصل في 2025-05-17. اطلع عليه بتاريخ 2025-01-09.
18. ↑  "أول صورة لمنفذ هجوم نيو أورليانز.. أميركي من تكساس خدم بالجيش". العربية. 1 يناير 2025. اطلع عليه بتاريخ 2025-01-09.
19. ↑  "New Orleans updates: 10 dead in 'terrorist attack' with pickup in New Orleans, local officials say". ABC News. 1 يناير 2025. مؤرشف من الأصل في 2025-01-01.

### عربية
1. ↑  "الاتحاد الأوروبي يعرب عن تضامنه مع ضحايا حادث الدهس في مدينة (نيو أورليانز) الأمريكية". وكالة الأنباء الكويتية. 2 يناير 2025. مؤرشف من الأصل في 2025-01-15. اطلع عليه بتاريخ 2025-01-02.
2. ↑  "رابطة العالم الاسلامي تدين عملية الدهس في مدينة (نيو اورليانز) الأمريكية". وكالة الأنباء الكويتية. 2 يناير 2025. مؤرشف من الأصل في 2025-01-06. اطلع عليه بتاريخ 2025-01-02.
3. ↑  "قطر تدين بشدة حادث الدهس في مدينة (نيو أورليانز) الأمريكية". وكالة الأنباء الكويتية. 1 يناير 2025. مؤرشف من الأصل في 2025-01-04. اطلع عليه بتاريخ 2025-01-02.
4. ↑  "مصر تدين حادث الدهس في مدينة (نيو أورليانز) الأمريكية". وكالة الأنباء الكويتية. 1 يناير 2025. اطلع عليه بتاريخ 2025-01-02.
5. ↑  "السعودية تدين حادث الدهس في مدينة (نيو أورليانز) الأمريكية". وكالة الأنباء الكويتية. 1 يناير 2025. مؤرشف من الأصل في 2025-01-04. اطلع عليه بتاريخ 2025-01-02.
6. ↑  "مملكة البحرين تدين حادثة الدهس المروعة في مدينة نيو أورليانز الأمريكية". وزارة الخارجية البحرينية. 1 يناير 2025. اطلع عليه بتاريخ 2025-01-02.
7. ↑  "دولة الكويت تدين وتستنكر بشدة حادث الدهس المأساوي في مدينة نيو أورلينز بولاية لويزيانا الأمريكية". وكالة الأنباء الكويتية. 2 يناير 2025. مؤرشف من الأصل في 2025-01-04. اطلع عليه بتاريخ 2025-01-02.
8. 1 2  "الجزائر والهند تدينان "الهجوم المأساوي" في مدينة (نيو أورليانز) الأمريكية". وكالة الأنباء الكويتية. 3 يناير 2025. مؤرشف من الأصل في 2025-01-02. اطلع عليه بتاريخ 2025-01-03.
9. ↑  "الرئيس الفرنسي يدين حادث الدهس في مدينة (نيو أورليانز) الأمريكية". وكالة الأنباء الكويتية. 1 يناير 2024. مؤرشف من الأصل في 2025-01-03. اطلع عليه بتاريخ 2025-01-02.